# Xã Itasca, Quận Sherman, Kansas
Xã Itasca (tiếng Anh: Itasca Township) là một xã thuộc quận Sherman, tiểu bang Kansas, Hoa Kỳ. Năm 2010, dân số của xã này là 294 người.